# Ferme de Troussures
Cet article concerne la Ferme de Troussures. Pour le village, voir Troussures.
La ferme de Troussures, est une ferme située à Sainte-Eusoye, au nord du département de l'Oise, en région Hauts-de-France en France. Il s'agissait à l'origine d'une ancienne ferme cistercienne composée d'une grange aujourd'hui à l'état de ruines. Elle dépendait de l'abbaye de Chaalis. Le pigeonnier cylindrique en pierre couvert d'ardoise a fait l’objet d’une inscription au titre des monuments historiques en 1989. Les propriétaires l'ont malheureusement détruit vers 1995-2000.

## Localisation
La ferme de Troussures est située sur le territoire de la commune de Sainte-Eusoye. À proximité de Troussures existe la ferme de Noirvaux,. Elle se trouve au sud du territoire, proche de la route départementale 151, entre Froissy et Noyers-Saint-Martin, à 165 mètres d'altitude.

## Historique
La ferme de Troussures et sa grange dépendaient de l'abbaye de Chaalis. Cette dernière bénéficie sur place d'une première donation de terres en 1146 puis de neuf autres donations successives entre 1149 et 1161. Une première grange y est mentionnée dans les textes en 1151. Les moines convers chargés à cette époque de l'exploitation de la ferme doivent faire deux jours de marche depuis l'abbaye-mère pour atteindre ses terres, or, les statuts de l'ordre de Cîteaux n'autorisent normalement qu'une seule journée. Toujours d'après les archives, le domaine atteignait au Moyen Âge les 280 hectares.
La couleur rose des parements intérieurs montre qu'un incendie a ravagé la grange ce qui expliquerait la disparition de quelques piliers de pierre. La grange devenant trop petite, d'autres granges moins larges et moins hautes sont élevées aux environs : ce sont les « bordae » ou « borderia » qui donnait les Larborde (La Borde Longuet, Ferme de La Borde, commune de Reuil-sur-Brêche dépendant de la ferme de Mauregard). La charpente de la grange avait cédé en maints endroits exposant les piliers aux intempéries. Une tempête, en 1966, détruisit la couverture de tuiles plates. Depuis, les arcades se sont effondrées. Plusieurs piliers de pierre avaient été remplacés par des poteaux de bois. Le pigeonnier fut inscrit monument historique le 6 janvier 1989.

## Description

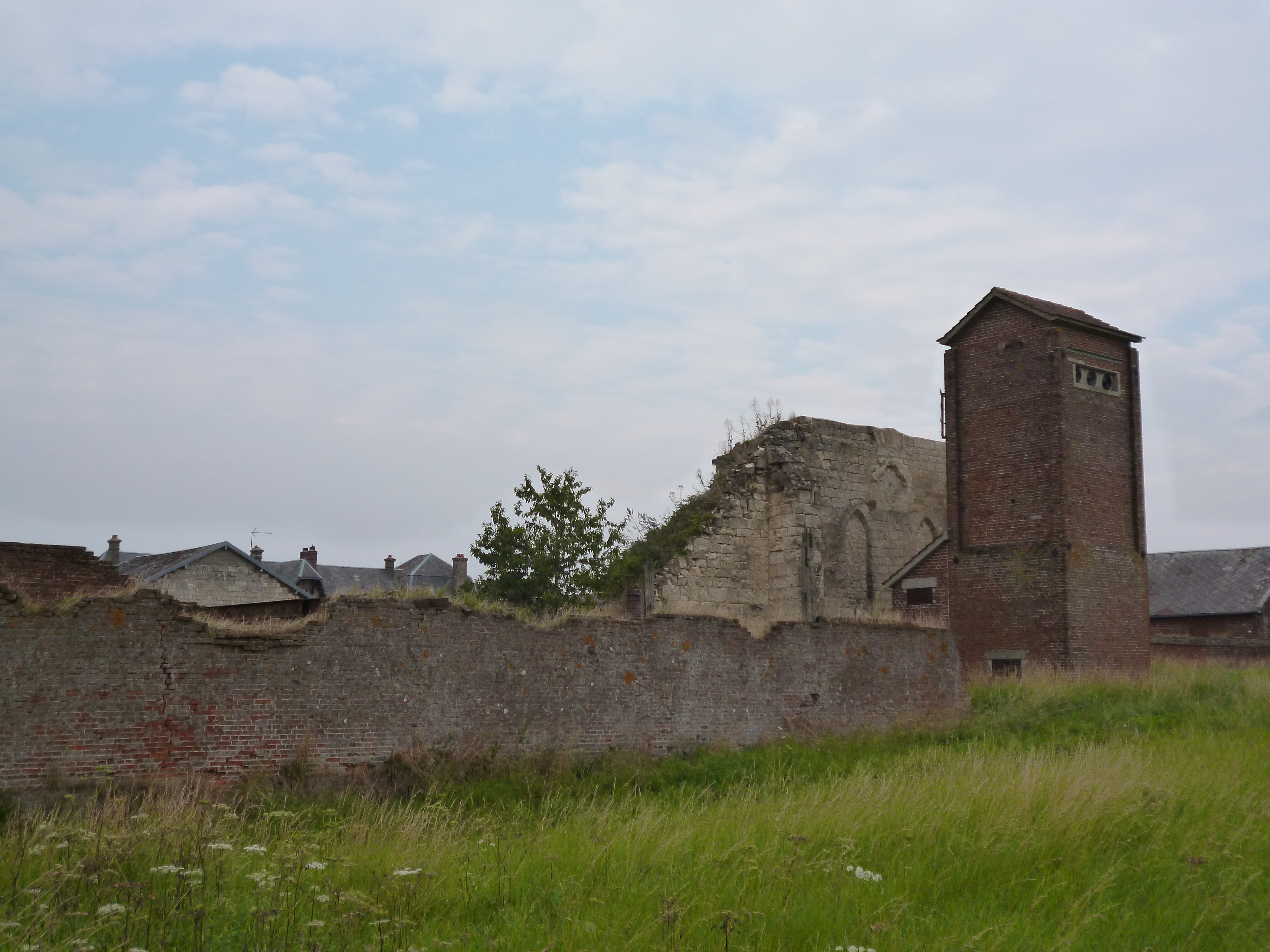

### Grange
Le décor architectural permet de dater cette grange du XIIIe siècle. La grange mesure 42 mètres de long par 15 mètres de large dans l'œuvre. Elle est divisée en trois nefs de neuf travées par des piles carrées à angles abattus reposant sur des bases taillées en biseau. Les chapiteaux, très simples, comportent un cavet et recevaient de grands arcs de pierre en tiers-points. L'accès à la grange se faisait par une large porte axiale dans le pignon nord côté cour, elle est murée. Deux portes vis-à-vis sont percées dans les murs gouttereaux, travées no 7 et no 3. Deux contreforts sont dressés dans le prolongement des axes de piliers à l'extérieur des deux pignons. Le pignon sud était percé de 2 fenêtres hautes en tiers-point qui ont été murées, et au niveau supérieur d'un oculus quadrilobé surmonté d'un arc de décharge. Dans la pointe du pignon subsistent les restes d'une ouverture. Au niveau du rez-de-chaussée une porte basse voûtée d'un arc surbaissé avait été percé dans l'axe, elle était flanquée de fenêtres étroites éclairant les deux bas-côtés. L'ensemble des ouvertures a été muré pour des raisons de sécurité. Ces pignons mesuraient 12 mètres de haut environ. Les murs gouttereaux, dont une partie est en pierre de bel appareil, mesurent 3,25 mètres de haut. La porterie existe encore, la façade extérieure a été revêtue d'un enduit de ciment.

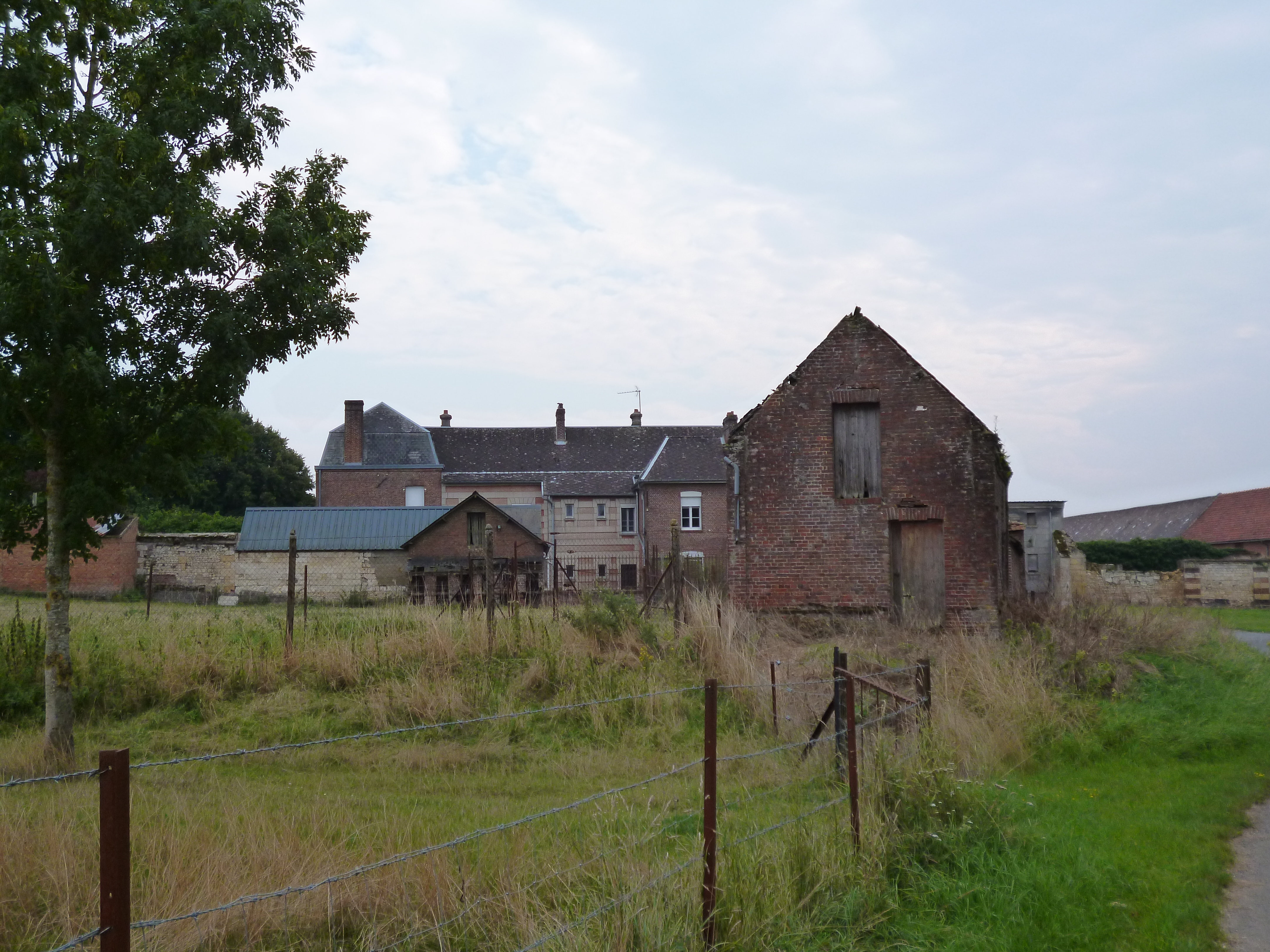

### Pigeonnier
À proximité de la grange s'élevait un colombier circulaire de 2,45 mètres de rayon avec toit en poivrière : il avait perdu sa couverture, mais possédait encore vers 1995 son échelle tournante. Il s'agissait du seul élément de la ferme faisant l'objet d'une protection au titre des Monuments Historiques. Ce pigeonnier a maintenant disparu.